# Cesta 27. aprila, Ljubljana
Cesta 27. aprila je ena izmed cest v Ljubljani; poimenovana je po 27. aprilu, uradnemu dnevu ustanovitve Osvobodilne fronte.

## Zgodovina
27. aprila 1966 je Občinska ljudska skupščina Ljubljana Vič-Rudnik preimenovala del Večne poti, ki poteka ob hiši, kjer je potekal ustanovitveni sestanek PIF oz. poznejše OF v Cesto 27. aprila.
Preimenovan je bil odsek od križišča z železniško postajo do priključka na Cesto V v Rožni dolini.

## Urbanizem
Cesta poteka od križišča s Škrabčevo in z Erjavčevo do križišča s Kikljevo in Cesto V.
Od vzhoda proti zahodu se na cesto povezujejo: Cesta v Rožno dolino, Svetčeva, Cesta na Rožnik in Skapinova. Od ceste se loči tudi več slepih krakov.
Med pomembnejšimi objekti ob cesti sta študentsko naselje Rožna dolina in Hribarjeva vila.

## Javni potniški promet
Po cesti poteka trasa mestne avtobusne linije št. 18 in 18L.

### Postajališče MPP
| postajališče    | št. linije |
| --------------- | ---------- |
| 702032 Svetčeva | 18, 18L    |

| postajališče    | št. linije |
| --------------- | ---------- |
| 702031 Svetčeva | 18, 18L    |